# Jocs Sud-americans de 2010

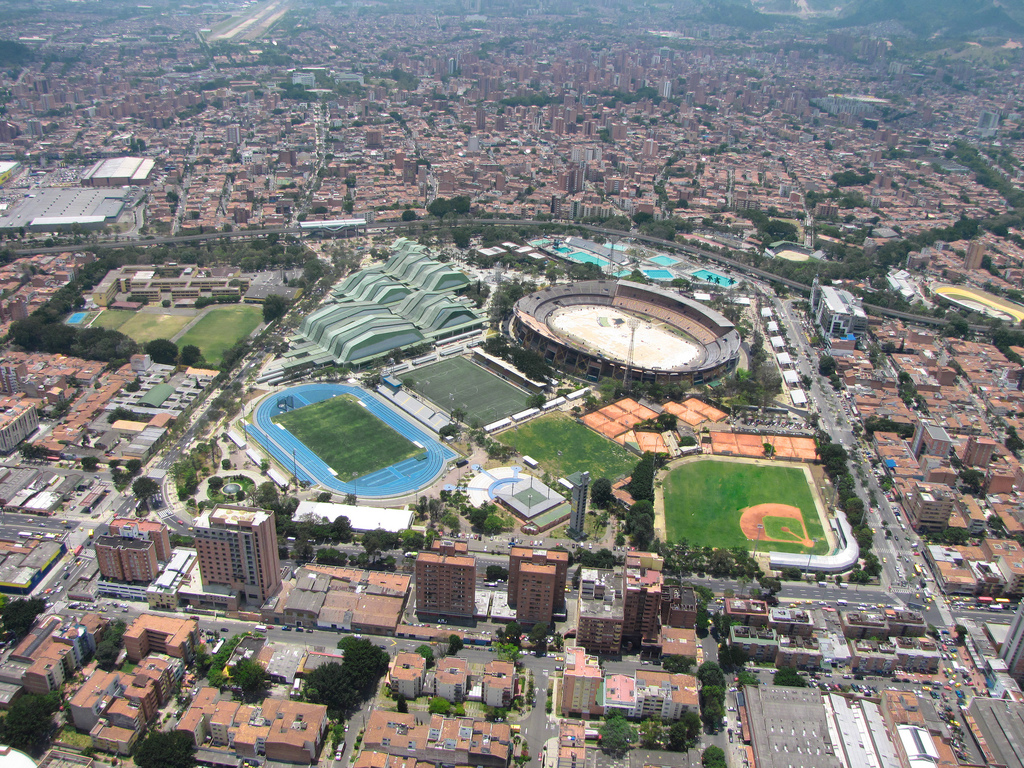
Unitat Esportiva Atanasio Girardot, quatre dies abans de la cerimònia d'obertura dels Jocs Sud-americans de Medellín 2010. S'observa l'estadi sense grama a causa de la preparació de l'escenari per al muntatge de la cerimònia.

Els IX Jocs Sud-americans, també anomenats Jocs Sud-americans o Jocs ODESUR —en portuguès, Jogos Sul-Americans—, es van realitzar a la ciutat de Medellín, Colòmbia, entre el 17 i el 30 de març de 2010, encara que la inauguració oficial es va realitzar el 19. És un esdeveniment multiesportiu que es desenvolupa cada quatre anys entre els països pertanyents a l'Organització Esportiva Sud-americana —Odesur.
Durant la competició es van disputar quaranta-dos modalitats esportives entre quinze països durant dues setmanes de competències en vuit subseus: Bello, Copacabana, Envigado, Guarne, Guatapé, Itagüí, Rionegro i Sabaneta. Per als jocs es van construir cinc nous coliseus i una vila olímpica composta per tretze torres d'apartament.
Amb 3751 acreditats, Medellín 2010 es va convertir en l'edició dels Jocs Sud-americans amb el major nombre d'esportistes participants. També va ser l'edició amb major nombre d'esports en competència, amb un total de trenta-u al programa.
La realització dels jocs va implicar una inversió de USD 175 milions; —COP 376 000 milions— per part de l'Estat, dels quals la major part va ser assignat a obres d'infraestructura. A aquest capital es van sumar les inversions d'empreses privades pels seus patrocinis i aportacions. L'esdeveniment esportiu va constituir una millora en la imatge del país i una projecció per al departament d'Antioquia a la regió sud-americana. Així mateix, va ser la segona vegada en què la ciutat de Medellín va organitzar un esdeveniment olímpic; ja en 1978 la ciutat va ser seu dels XIII Jocs Centroamericanos i del Carib, i gràcies a l'èxit obtingut en ambdues edicions d'esdeveniments poliesportius, la ciutat va oficialitzar en 2012 la seva candidatura als Jocs Olímpics de la Joventut 2018, esdeveniment que es realitzarà a Buenos Aires (Argentina).
S'estima que Medellín va rebre 6000 turistes estrangers i 6900 visitants d'altres regions del país durant els jocs. Segons el comitè organitzador l'ocupació hotelera va arribar al 66,7%, dels quals el 31% van ser hostes estrangers.

## Procés de candidatura
Les ciutats postulades per ser seu dels Jocs Sud-americans van ser Barquisimeto, Medellín i Santiago. No obstant això, només es va prendre en compte les candidatures d'aquestes dues últimes, doncs la de Barquisimeto no complia amb la reglamentació.
Una vegada conegudes les ciutats que es disputarien la seu dels jocs de 2010, es va establir que l'elecció s'efectuaria el dia 7 de novembre, a Buenos Aires, durant el Congrés de la Odesur que va antecedir a la realització dels Jocs Sud-americans 2006, entre el 9 i 19 de novembre, en aquesta ciutat.
A més, en aquesta reunió l'organisme va nomenar una Comissió d'avaluació de les candidatures de les ciutats, la qual va quedar conformada pels presidents dels comitès olímpics de Paraguai, Ramón Zubizarreta, i de l'Equador, Danilo Carrera, a més del director tècnic de la Odesur, José Roberto Perillier.

### Elecció de la ciutat calmi
La delegació colombiana que va viatjar a Buenos Aires a defensar la candidatura de Medellín va estar conformada pel llavors alcalde de Medellín Sergio Fajardo, el president del Comité Olímpico Colombiano —COC—, Andrés Botero, el director nacional de Col deportes Evert Bustamante i la directora de l'Institut d'Esports i Recreació de Medellín —INDER—, Alicia Eugenia Vargas.
La presentació de la candidatura de Medellín la va iniciar i va tancar el president del COC. També van intervenir els altres integrants de la delegació colombiana. En la seva exposició Fajardo va assenyalar els avantatges de la ciutat i la seva tradició esportiva i va ressaltar el progrés que ha presentat la ciutat, la qual va passar de ser considerada una capital violenta a una capital de progrés i esperança. A més es va incloure una presentació per video de quatre minuts amb les paraules d'Álvaro Uribe, llavors president, qui recolzava àmpliament la ciutat i oferia com a exemple la reeixida realització dels XV Jocs Bolivarianos de 2005 a Armenia i Pereira i dels XX Jocs Centroamericanos i del Carib a Cartagena d'Índies realitzats en 2006. Per la seva banda, la presentació de Xile va girar entorn de la modernització del país, una inversió de 28,8 milions USD en infraestructura esportiva i sustanciosas ofertes econòmiques per augmentar el nombre de competidors de cada país.
El 7 de novembre de 2006, dos dies abans de l'inici dels VIII Jocs Sud-americans a Buenos Aires, es va anunciar públicament que per una victòria de vuit vots a sis, la ciutat calmi seria Medellín; els votants van ser els catorze delegats nacionals —amb excepció de Guyana— habilitats per a tal efecte. En paraules de Carlos Arthur Nuzman, president de la Odesur:
Una vegada es van conèixer els resultats de l'elecció de la ciutat, el president del Comitè Olímpic Colombià, Andrés Botero, va comentar al diari El Mundo de Colòmbia:

## Participants

### Països participants
Als jocs van assistir 3751 esportistes acreditats. La delegació de Colòmbia va ser la més nombrosa amb un total de sis-cents quaranta-quatre participants, seguida per les de Brasil, Argentina, Xile i Veneçuela amb cinc-cents setanta-tres, cinc-cents seixanta-tres, quatre-cents cinquanta-sis i quatre-cents cinquanta-un esportistes respectivament. La delegació més petita va ser la de Guyana amb vuit acreditats, seguida per Surinam, Panamà, Aruba i Antilles Holandeses amb vint-i-sis, vint-i-set, vint-i-vuit i cinquanta-nou participants respectivament. De la mateixa manera Equador va assistir amb dos-cents vuitanta esportistes acreditats, Perú amb dos-cents quaranta-dos, Uruguai amb cent cinquanta-cinc, Paraguai amb cent vint-i-quatre i Bolívia amb cent quinze.
| Equips participants |           |           |
| Antilles Holandeses | Argentina | Aruba     |
| Bolívia             | Brasil    | Xile      |
| Colòmbia            | Equador   | Guyana    |
| Panamà              | Paraguai  | Perú      |
| Surinam             | Uruguai   | Veneçuela |

### Esports
Aquesta edició dels jocs va comptar amb trenta-un esports i quaranta-dues disciplines. Per primera vegada es va incloure l'esquaix en les competicions, van retornar els esports aquàtics, karate, bitlles i patinatge en les seves diferents disciplines i no es van realitzar hoquei sobre gespa ni rugbi.
Els quinze països participants es van inscriure en taekwondo i natació, per la qual cosa van ser les especialitats amb major representació. En l'altre extrem, clavats, beisbol i sóftbol van presentar el mínim de participants amb quatre països. Diverses delegacions van reclamar perquè es van disputar disciplines amb menys de cinc països participants.
Atletisme es va disputar amb tretze països inscrits —Aruba i Panamà van ser els absents. Al seu torn, tir esportiu, judo i karate igualment van presentar una alta participació amb dotze països en cadascuna.
D'altra banda, vuit disciplines esportives van quedar fora del programa a causa que no es van complir els requisits de quatre països mínims en contesa. Entre elles estaven el futbol femení, rutina lliure combinada d'equips en nedo sincronitzat, Katame No Kata i Nague No Kata en judo femení, taula femení en vela, els 10 000 metres d'atletisme, les modalitats de quatre rems llargs i dos rems llargs sense timoner masculí en rem i 72 quilograms en lluita lliure femenina.